# 황색눈물
《황색눈물》(일본어: 黄色い涙)은 1974년에 방송 된 일본의 텔레비전 드라마와 2007년에 개봉된 일본 영화이다.
원작은 나가시마 신지의 만화 <젊은이들>이다. 각본은 텔레비전 드라마·영화 모두 이치카와 신이치가 맡았다.

## 텔레비전 드라마
일본에서는 1974년 11월 25일부터 12월 20일까지, NHK 종합(월요일 - 금요일 21시 40분 - 22시 00분)에 "은하 TV 소설(저녁 연속극)"범위로 방송되었다. 전 20회.

## 영화
《영화 황색눈물》(일본어: 映画 黄色い涙)은 일본에서 2007년 4월 4일에 도내에서 선행 로드쇼, 4월 14일에 다른 4개의 극장에서 개봉됐다. 제작은 제이스톰.

### 개요
일본을 대표하는 감독 중 한 명인 이누도 잇신 감독이 중학생 시절 NHK 종합의 '은하 TV 소설 <황색 눈물>'을 보고 그의 인생에 많은 영향을 받게 되어, 영화로 만들고 싶다고 계속 생각하고 있던 것이 2006년에 실현되어 만들어졌다.
이야기는 1960년대의 일본을 배경으로, 아라시 5명이 각각 꿈을 쫓는 청년을 연기한다. 여주인공은 카시이 유우. 촬영은 기후현 오가키시의 니시오가키 역, 아이치현 고난시, 미에현 쓰시의 에도바시, 미에 대학교, 시즈오카현 시마다시 등지에서 이루어졌다. 주로 쇼와의 느낌을 느낄 수 있는 회고적인 장소를 찾았다고 한다.

## 출연진

### 주연
- 마츠모토 준(아라시/카츠마다유지역)
- 오노 사토시(아라시리더/시모카와케이역)
- 아이바 마사키(아라시/이노우에쇼이치역)
- 니노미야 카즈나리(아라시/무라오카에이스케역)
- 사쿠라이 쇼(아라시/무카이류조역)

### 조연
- 카시이 유우
- 칸 하나에
- 타카하시 마이
- 스가이 킨
- 시가 코타로
- 혼다 히로타로
- 타바타 토모코
- 마츠바라 치에코

## 스탭
- 원작: 나가시마 신지
- 각본: 이치카와 신이치
- 감독: 이누도 잇신
- 이그제큐티브 프로듀서: 후지시마 쥬리
- 프로듀서: 미키 히로아키, 나가마츠야 타로, 하라후지 카즈페루
- 공동 프로듀서: 타구치 히지리
- 촬영: 투타이 타카히로
- 조명: 히키타 요시타케
- 미술: 이소다 노리히로
- 음악: SAKEROCK